# Головний храм Збройних сил РФ
Головний храм Збройних сил Російської Федерації (рос. Главный храм Вооружённых сил Российской Федерации) — храм «присвячений 75-річчю перемоги у німецько-радянській війні, а також ратним подвигам російського народу у всіх війнах». Храм розташований у парку «Патріот» в Одинцовському районі, Московська область. Храм будувався на народні пожертвування і бюджетні кошти Москви і Московської області.. Відкрити храм планувалося до 9 травня, проте відкриття було перенесено на невизначений термін через пандемію коронавірусу. 
На території споруди розміститься виставкова експозиція, присвячена історії становлення Російської держави та її збройних сил.

## Історія

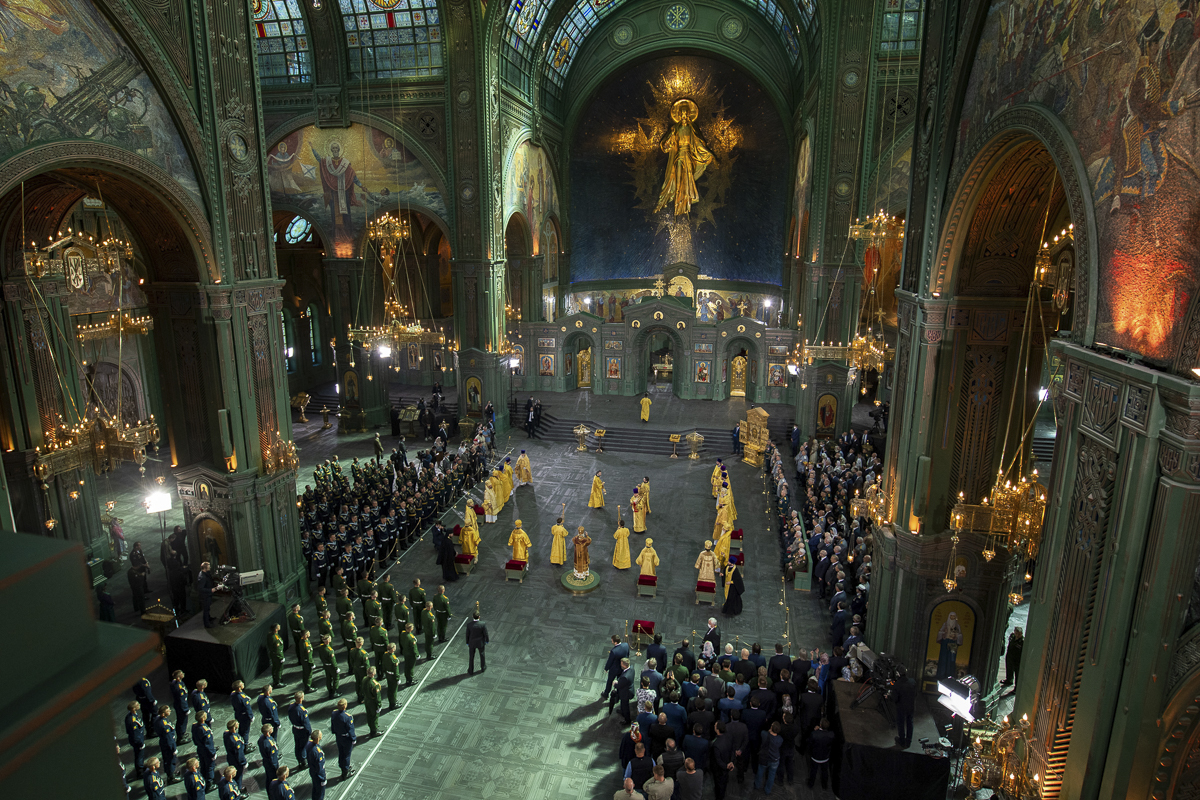
Церемонія освячення храму

30 вересня 2020 року у головному храмі Збройних сил Російської Федерації пройшли богослужіння, присвячені «п'ятиріччю початку антитерористичної операції російських військ в Сирійській Арабській Республіці». За Богослужінням не були згадані молитви за жертв серед мирного населення, загиблих внаслідок авіаударів ЗС РФ.

## Стиль і оздоблення

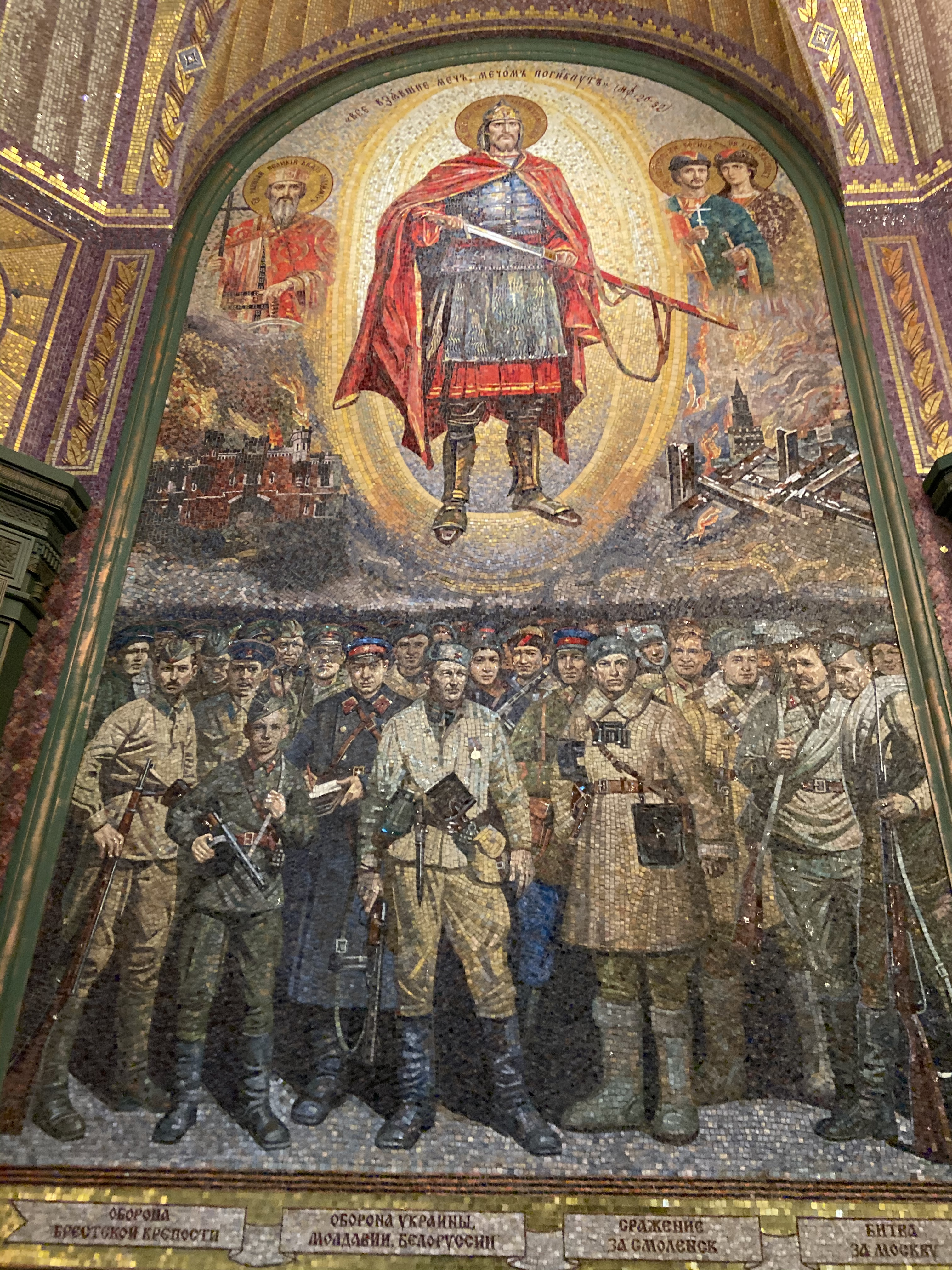
Мозаїка у Головному соборі Збройних сил Росії, в якій поєднана православна псевдоіконографія та радянський військовий символізм

Згідно з офіційним сайтом, храм спроєктований в монументальному російському стилі. Фасади будівлі оздоблені металом, склепіння — засклені. Стіни храму прикрашені розписами з батальними сценами з військової історії та з текстами Святого письма.
Обробка нижнього (малого) храму виконана з кераміки і прикрашена гжельським розписом, а при виготовленні мозаїчних панно використовувалися шматочки скляної смальти. Центральна апсида, присвячена Воскресінню Христовому, виконана у вигляді металевого рельєфу. Оздоблення храму, ікони та іконостас створені з міді з емалями, як це робилося на похідних військових іконах. Склепіння храму зібрані з вітражів із зображенням орденів, якими нагороджували за ратні подвиги в різні періоди історії Росії. Образ Спаса Нерукотворного в центральному куполі храму — найбільше зображення лику Христа, виконане в мозаїці.
Деякі ікони прикрашені патронами. В храмі є фреска озброєних російських військових із надписом: «Конфлікт в Чехословаччині, Примус Грузії до миру, Возз’єднання Криму…».

### Розміри
Висота храму разом з хрестом за проектом складає 95 метрів.
Діаметр барабана головного купола складає 19,45 метрів. 1945 рік — закінчення німецько-радянської війни.
Висота дзвіниці складає 75 метрів. У 2020 році виповнюється 75 років з дня закінчення німецько-радянської війни.
Висота малого купола складає 14,18 метрів. 1418 днів і ночей тривали бойові дії у німецько-радянській війні.
Площа храмового комплексу — 11 тис. м². Місткість внутрішнього приміщення храму — до 6 тисяч осіб.

### Дзвони
Дзвони виготовлені на Воронезькому ливарному заводі. Оздоблення дзвонів розроблено на основі орнаментів, які прикрасять храм. На дзвонах відбита тема Перемоги в Другій світовій війні, ікони покровителів російського воїнства. Головний дзвін-благовісник прикрасили барельєфи із зображеннями ключових подій німецько-радянської війни. Робота над виготовленням дзвонів велася протягом півроку. Вага ансамблю більше 20 тонн, до нього увійшли 18 дзвонів, найбільший з яких важить 10 тонн. 17 з 18 дзвонів присвячені видам і родам військ. З одного боку на дзвін нанесена емблема, з іншого — зображення святого покровителя.
23 серпня 2019 року дзвони встановлені на дзвіницю храму.

### Купол
15 листопада 2019 року на храм поставили 80-тонний центральний купол, висота і діаметр якого становить 12 метрів.
Всього храм має шість куполів, з яких чотири однакових, кожен з яких вагою 34 тонни, центральний найбільший і один — на дзвіниці. Конструкція має каркас з високолегованої сталі.

### Головна ікона
Головною іконою головного храму Збройних сил РФ є «Спас Нерукотворний». Ікона Спас Нерукотворний являє собою канонічне зображення лику Ісуса Христа, за переказами, чудесним чином відбите на шматку матерії і передане Ним самим слузі царя Абгара V. Лик на іконі оточують образи Божої Матері Казанської, Володимирської, Смоленської і Тихвінської, розміщені на художніх рельєфах, які зображують знакові події в історії Російської держави. У ковчезі, який незмінно супроводжує ікону, знаходиться вісім часток святих покровителів: великомученика Георгія Побєдоносця, апостола Андрія Первозванного, святителя Миколи Чудотворця, преподобного Сергія Радонезького, великомучениці Варвари, апостола Петра, великомученика Пантелеймона Цілителя, а також праведного воїна Феодора Ушакова, який був командувачем Чорноморським флотом і є одним з найбільш шанованих святих на флоті.
Образ Спасителя поміщений у бронзовий оклад і має вагу близько 100 кг. Сама ікона без окладу має розміри близько 98 × 84 × 10 см.

### Бічні приділи
Кожен з приділів присвячений святому покровителю одного з родів військ чи видів Збройних сил Росії:
- Приділ Святого Іллі Пророка — покровителя Повітряно-космічних сил і Повітряно-десантних військ;
- Приділ Святої Великомучениці Варвари — покровительки Ракетних військ стратегічного призначення;
- Приділ Святого Апостола Андрія Первозванного — покровителя Військово-морського флоту;
- Приділ Святого Олександра Невського — покровителя Сухопутних військ.

## Фінансування
Повідомлялося, що храм буде зводитися виключно на добровільні пожертви з особистих коштів військовослужбовців, членів їх сімей, а також усіх небайдужих громадян та організацій. До початку лютого 2020 року було зібрано понад 3 млрд рублів пожертвувань, а держконткрактів було укладено на 6 млрд рублів. Видання Znak.com з'ясувало, що в 2019 році фонд «Воскресіння», призначений для збору пожертв на храм, додатково до пожертв отримав 2 млрд рублів від уряду Москви і 950 млн рублів від уряду Московської області.

## Галерея

Встановлення дзвонів на дзвіницю храму 23 серпня 2019 року
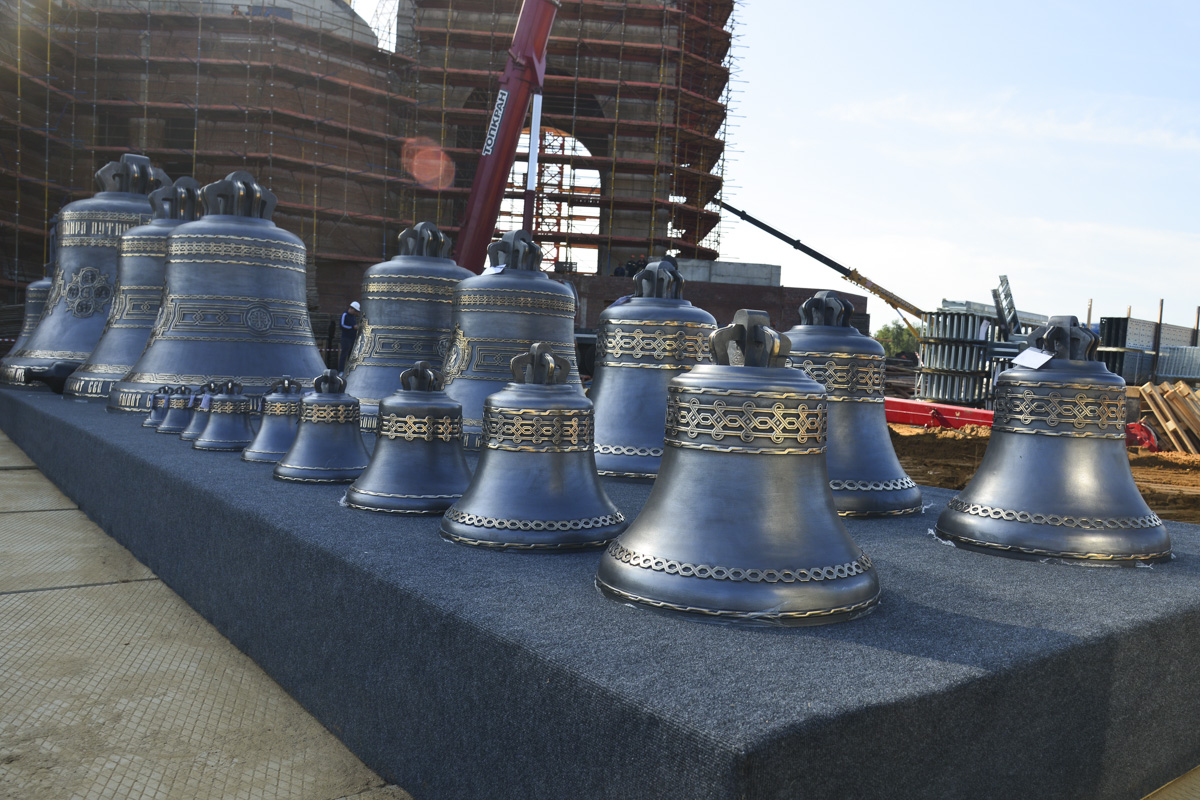
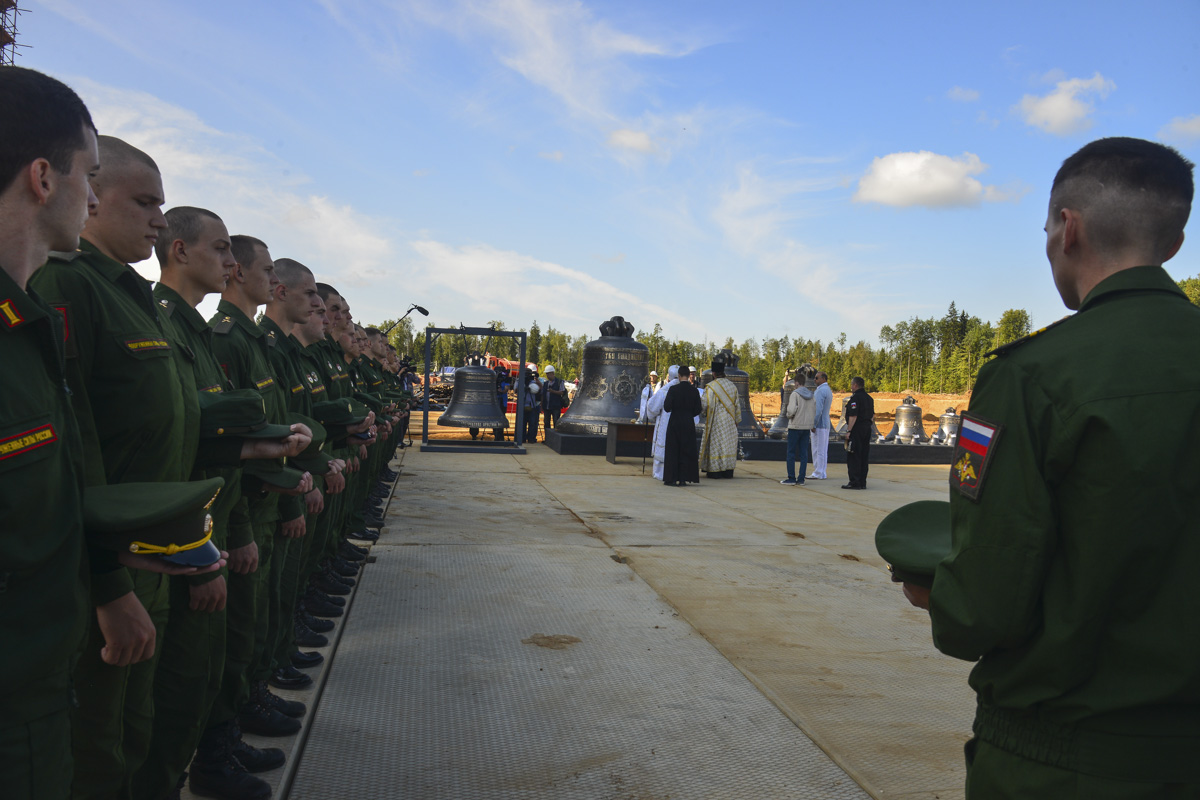
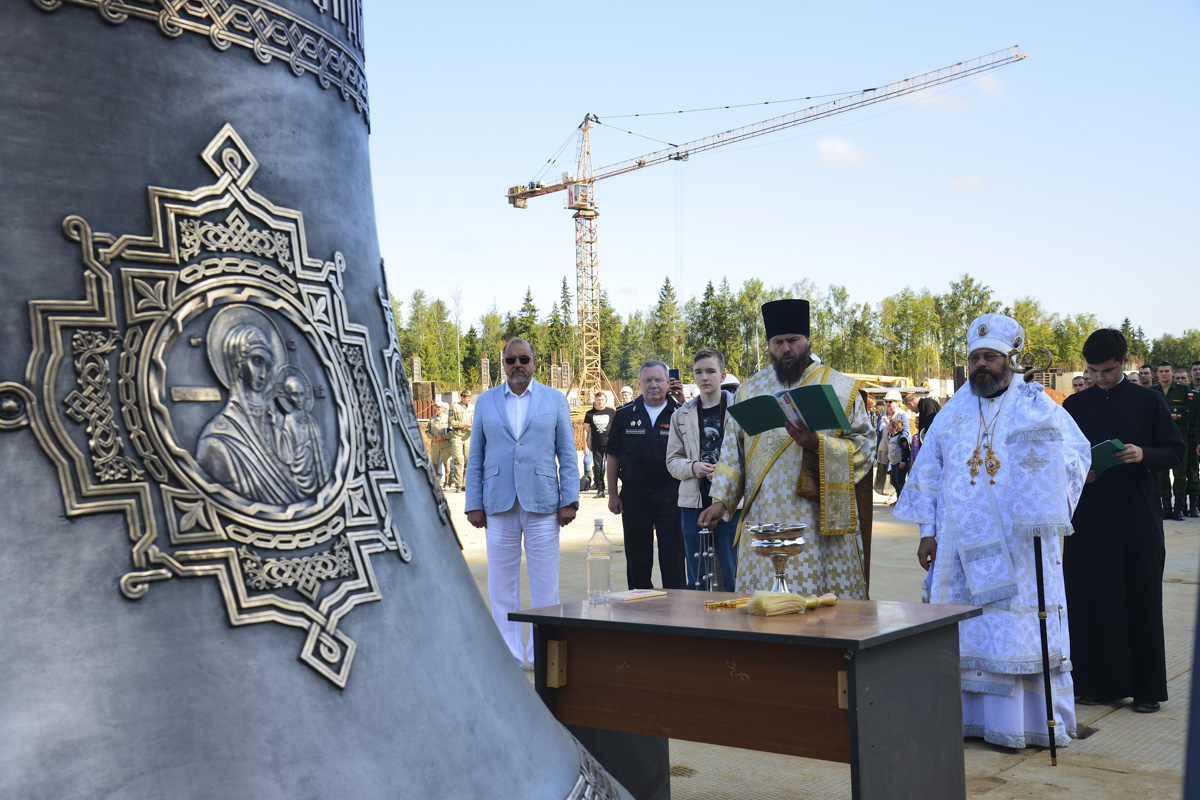
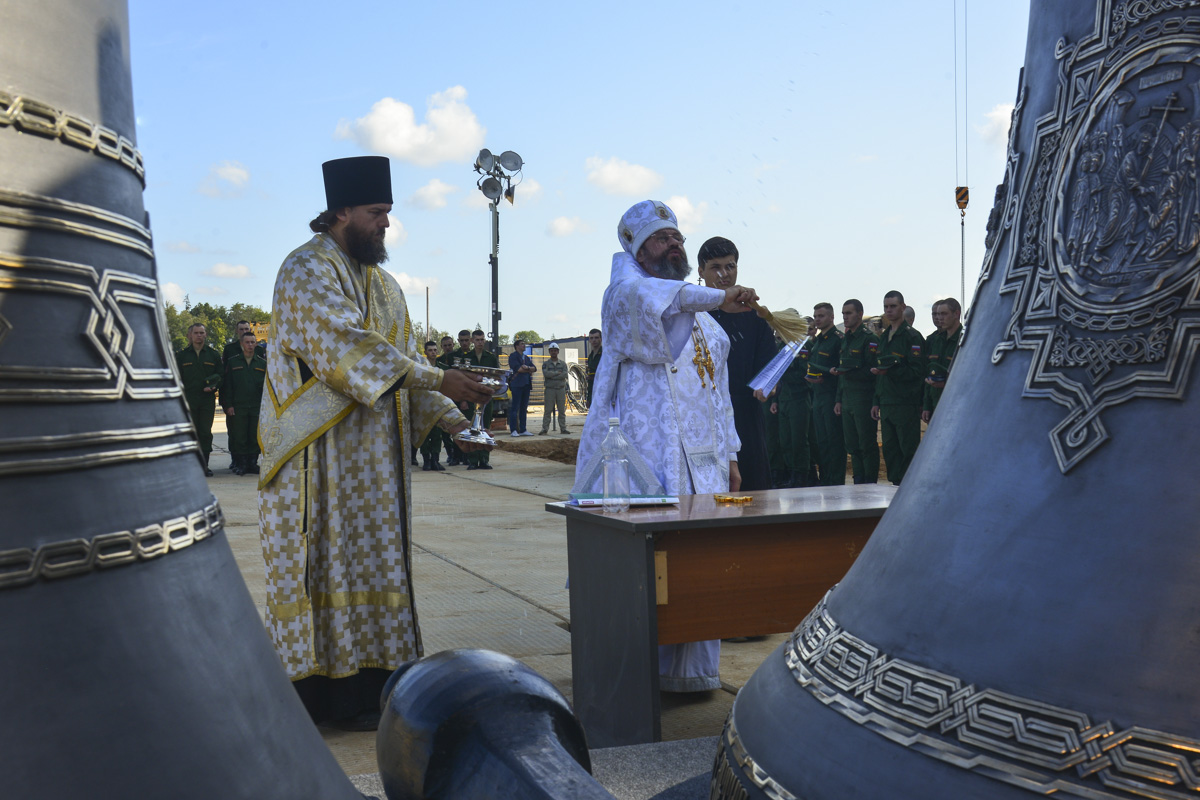
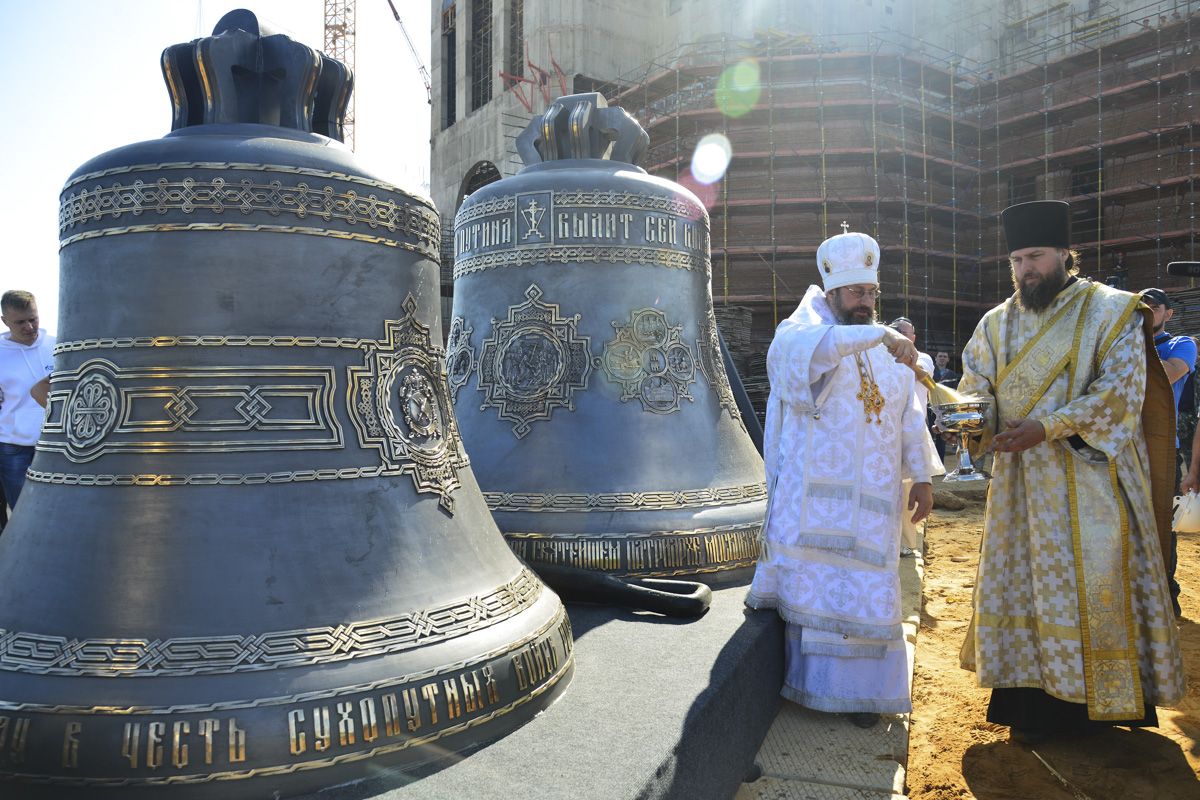
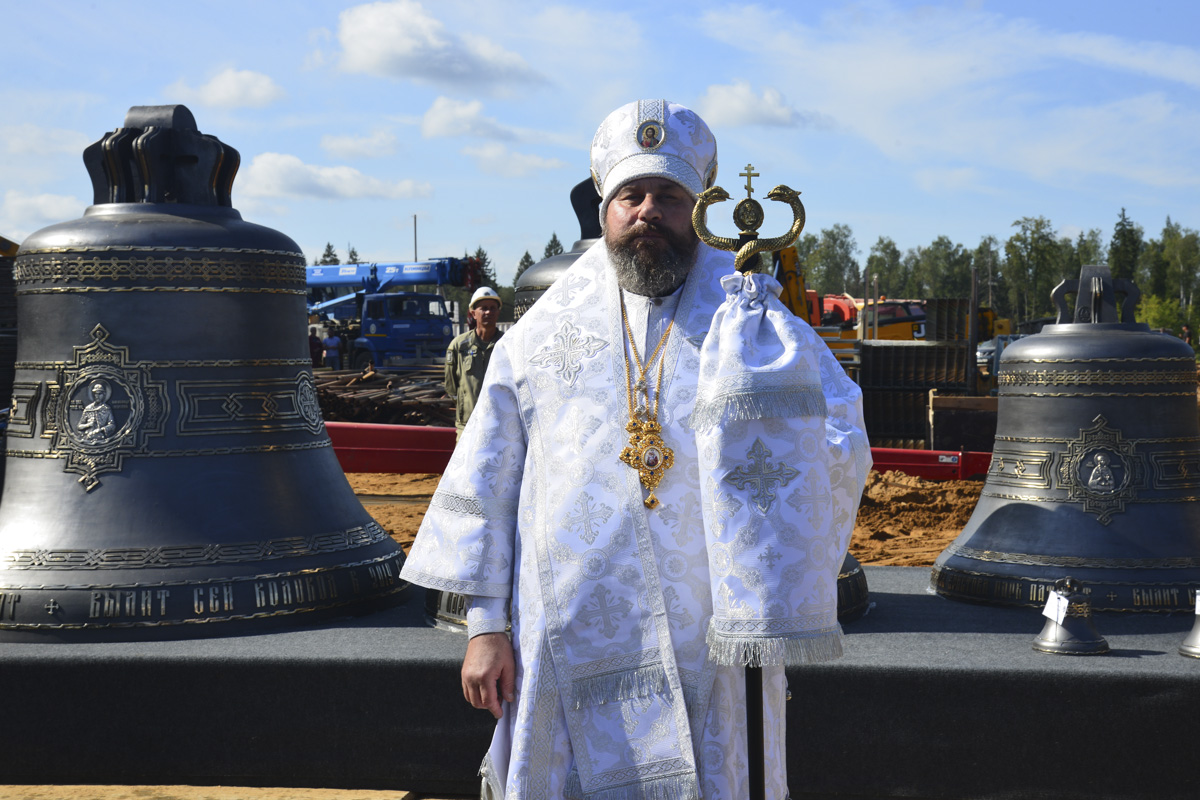
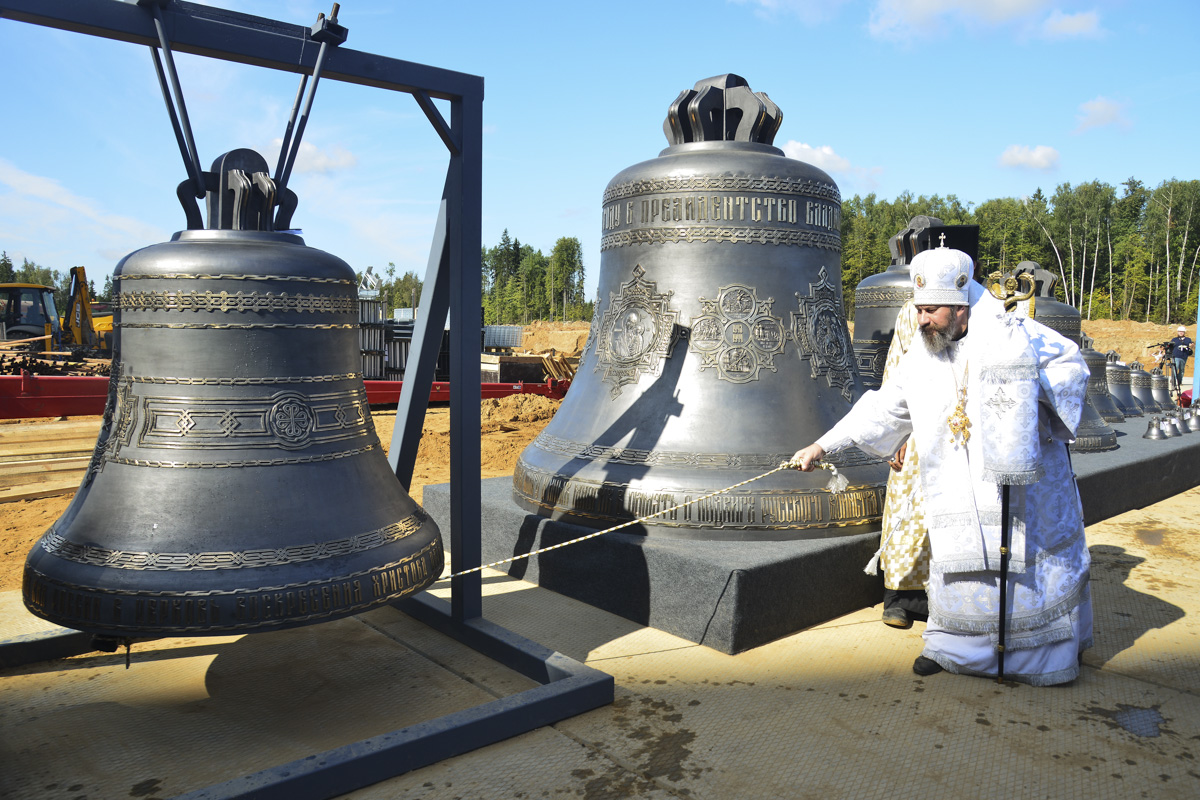
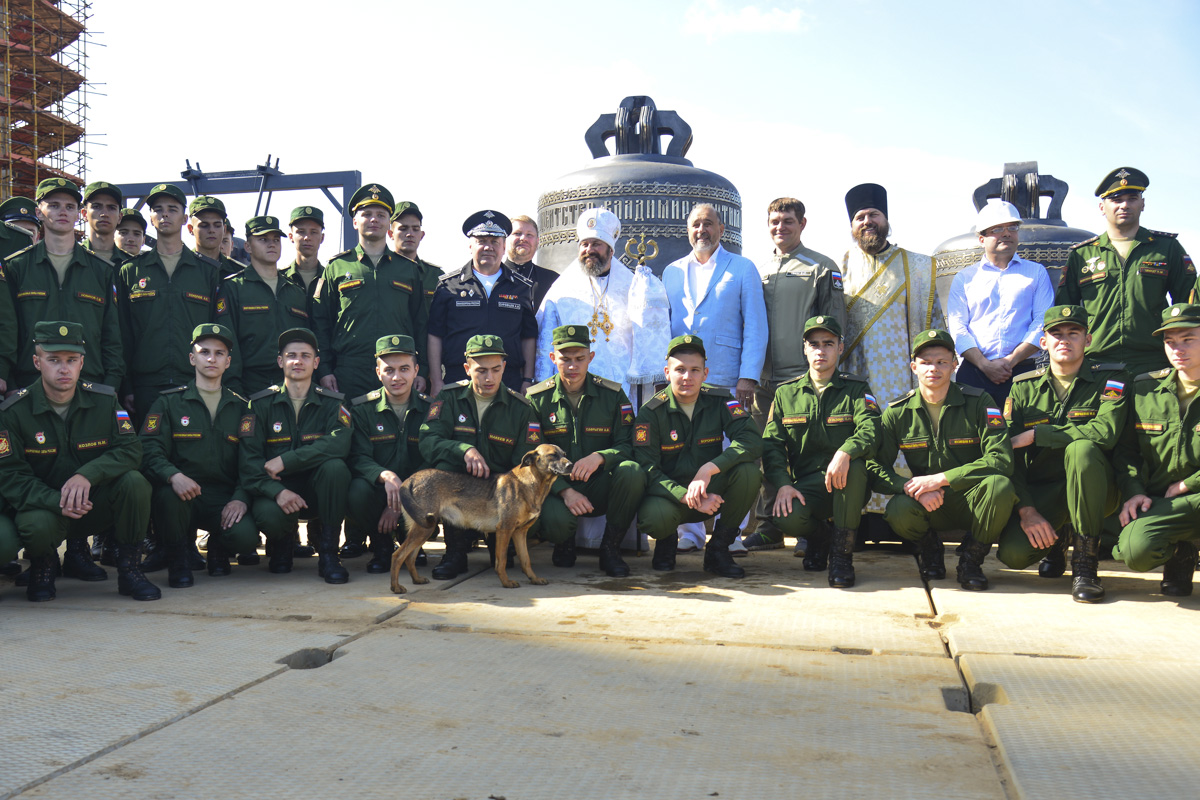
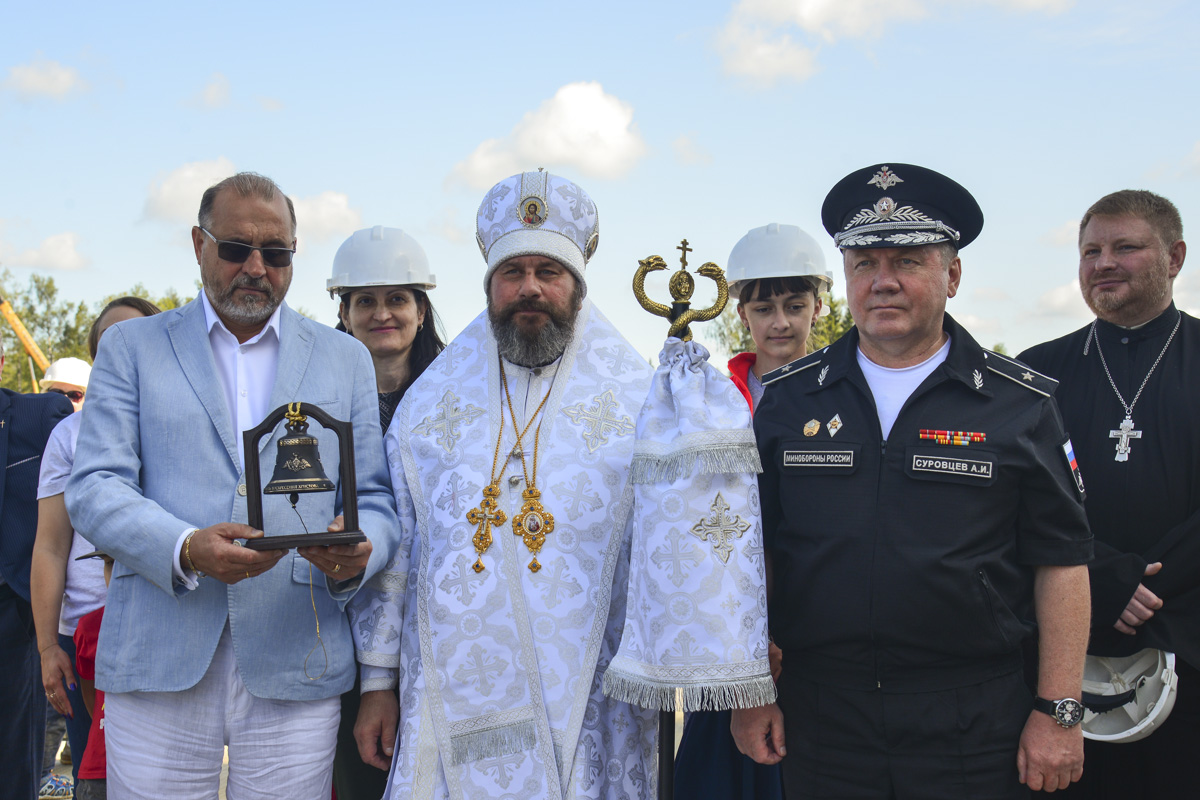
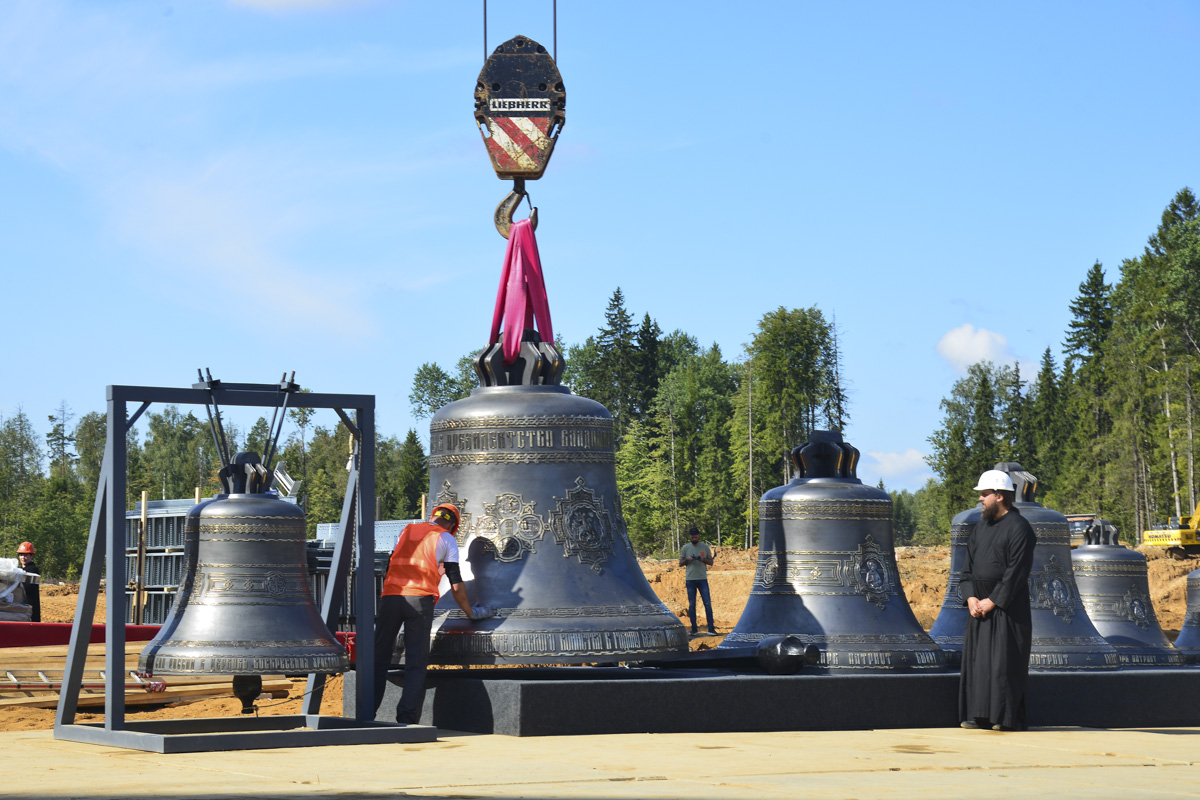
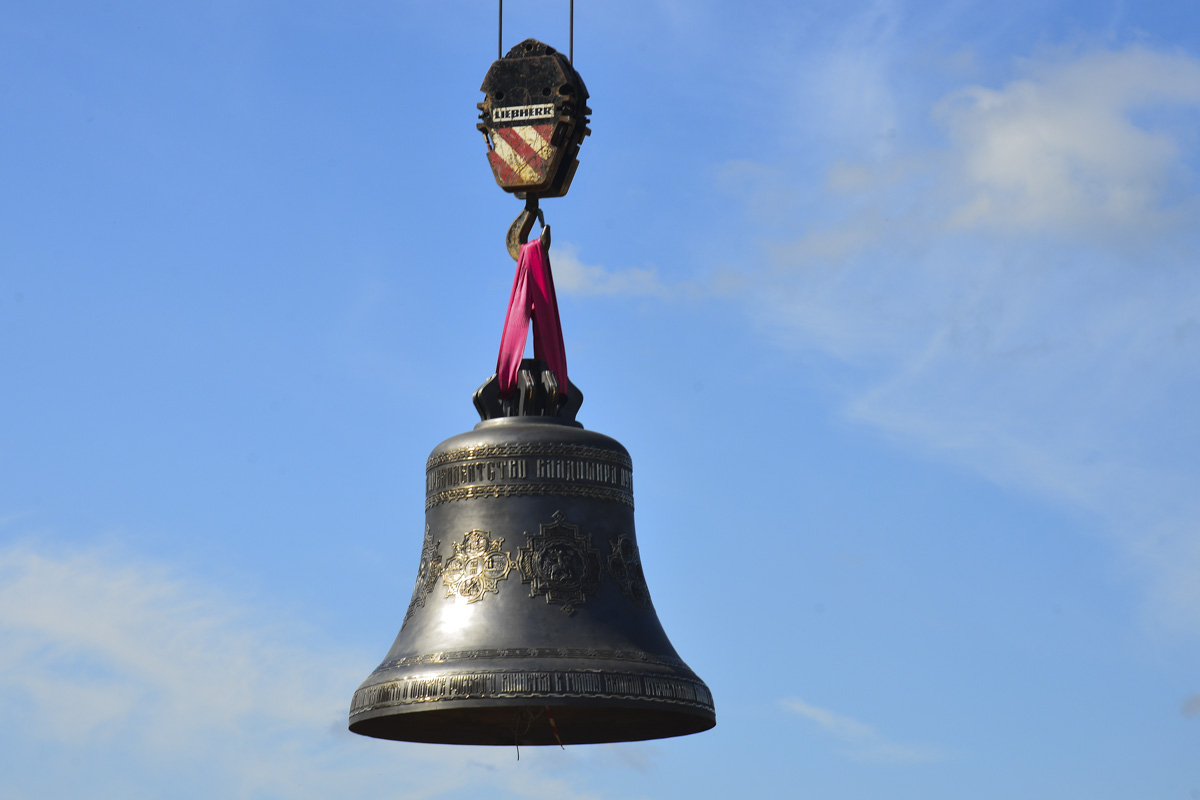
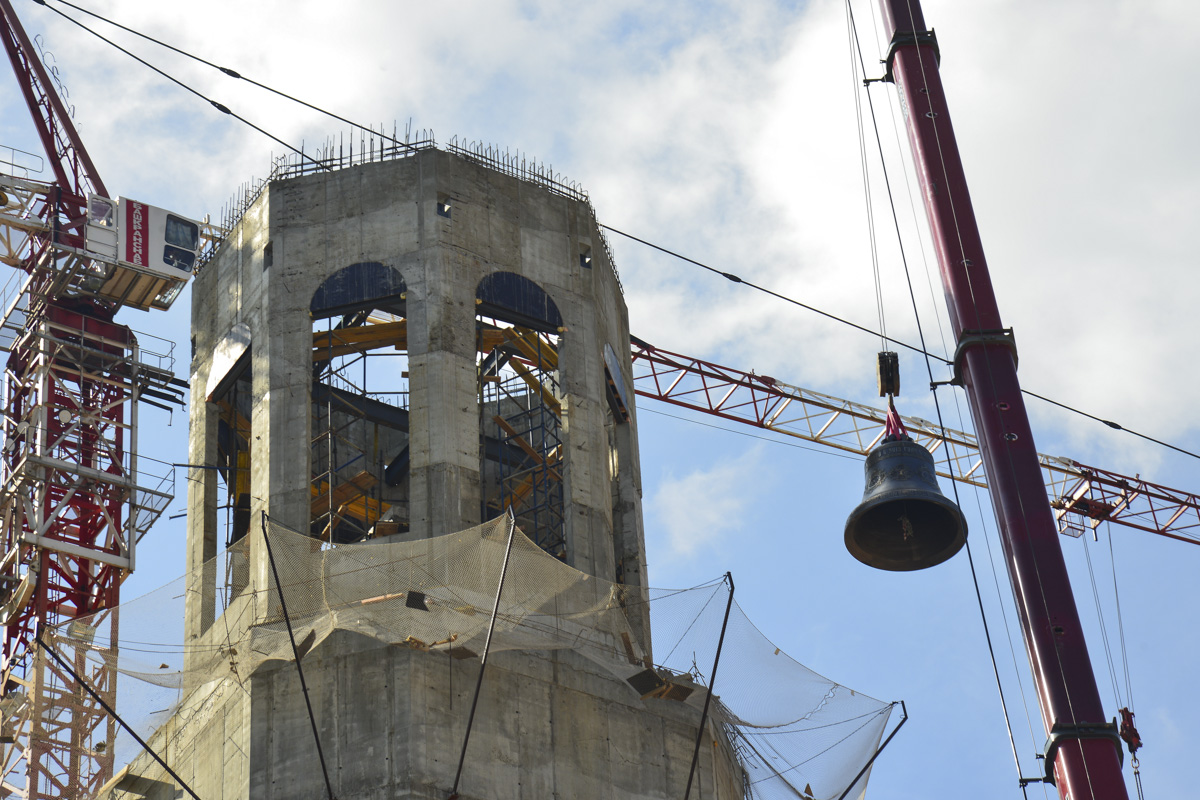